# Morakowo
Morakowo – wieś w Polsce, położona w województwie wielkopolskim, w powiecie wągrowieckim, w gminie Gołańcz.
W latach 1975–1998 miejscowość administracyjnie należała do województwa pilskiego.

## Integralne części wsi
| SIMC    | Nazwa   | Rodzaj    |
| ------- | ------- | --------- |
| 1008943 | Ostrowo | część wsi |

## Historia

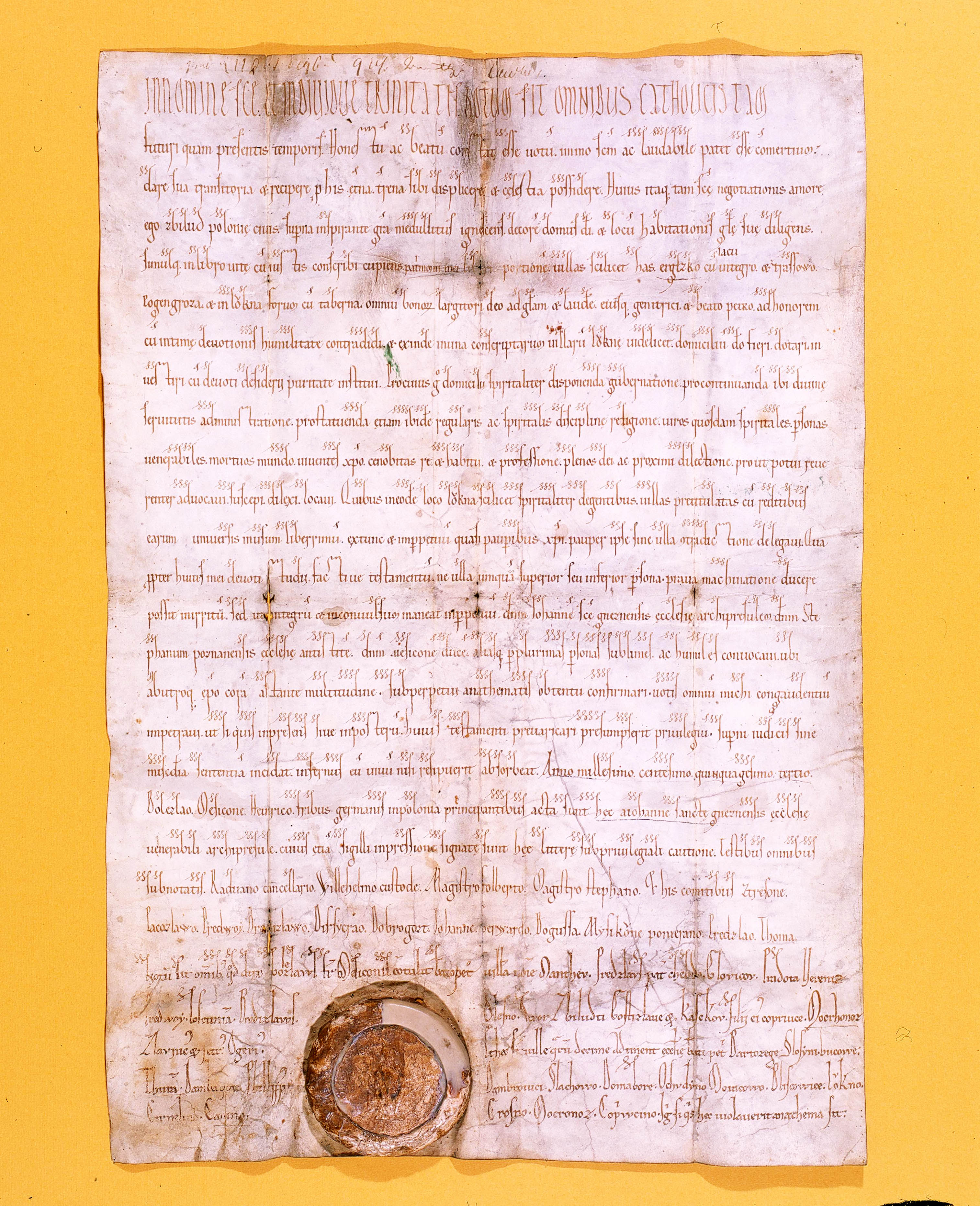
Dokument z 1154 Zbiluta (z rodu Pałuków) obywatela polskiego (“Poloniae civis”) notujący Morakowo jako Moracowo.

Po raz pierwszy miejscowość wymieniona została w dokumencie z 1154 Zbiluta (z rodu Pałuków) obywatela polskiego (“Poloniae civis”), w którym zanotowana została jako Moracowo.